# Hector Lebon
Hector Polydore Lebon (Zottegem, 22 november 1863 – Antwerpen, 27 oktober 1935) was een Belgisch advocaat en politicus voor het Katholiek Verbond van België.

## Levensloop
Lebon studeerde aan het Bisschoppelijk College van Geraardsbergen en promoveerde tot doctor in de rechten aan de Katholieke Universiteit Leuven, waar hij in 1885 medestichter en eerste ondervoorzitter was van het Vlaamsch Rechtsgenootschap. Datzelfde jaar sprak hij op een studentenlanddag voor de vernederlandsing van het onderwijs. Tevens organiseerde hij in 1886 de Oost-Vlaamse afdeling van de Vlaamsche Strijdersbond, opgericht door Leuvense studenten om de taalstrijd en de Vlaamse leerlingenbeweging te mobiliseren. In 1890 was hij medestichter van het Katholiek Vlaamsch Studentenverbond, waarvan hij ook bestuurslid en gouwhoofdman voor Oost-Vlaanderen was.
Hij vestigde zich als advocaat in Antwerpen. Tevens was hij van 1921 tot 1927 ondervoorzitter en van 1932 tot 1935 voorzitter van de Vlaamse Juristenvereniging, alsook van 1919 tot 1935 hoofdredacteur van het Rechtskundig Tijdschrift voor Vlaamsch België, voorzitter van de Antwerpse Volksbond en vanaf 1899 aandeelhouder van de Volksbakkerij Antwerpen. Als advocaat ijverde hij voor de vernederlandsing van het gerecht; in 1899 was hij medeoprichter van de Bond der Vlaamsche Rechtsgeleerden en hij was geregeld voorzitter van de Vlaamsche Conferentie der Balie in Antwerpen.
In Antwerpen werd hij actief binnen de Nederduitsche Bond, waar hij de woordvoerder was van de progressieve vleugel die de Meetingpartij wilde democratiseren en opkwam voor algemeen stemrechten en politieke rechten voor de arbeiders. In 1895 was hij een belangrijke initiatiefnemer van de oprichting van de Christene Volkspartij in het arrondissement Antwerpen. Hij werd er de voorzitter van, schreef het partijprogramma en werd redacteur van het weekblad Het Volksrecht. In 1896 werd hij net niet verkozen tot parlementslid. In 1898 werd hij algemeen ondervoorzitter van de Christene Volkspartij, waarbinnen hij de gematigde strekking vertegenwoordigde die een verzoening met de Katholieke Partij nastreefde. Uiteindelijk verliet Lebon de partij wegens het gebrek aan leiding en de vijandige houding tegenover de Katholieke Partij en keerde hij in 1905 terug naar de Nederduitsche Bond. In 1907 werd hij lid van de Vlaamsche Hogeschoolcommissie, een functie van waaruit hij voor de vernederlandsing van het middelbaar onderwijs ijverde.
Na de Eerste Wereldoorlog transformeerde Lebon als voorzitter van de Nederduitsche Bond deze organisatie tot de Antwerpsche Volksbond. In 1921 werd hij verkozen tot gemeenteraadslid van Antwerpen. Hij werd meteen dienstdoende burgemeester van juli tot november 1921 en was vervolgens schepen tot in 1932. Tevens was hij van 1921 tot 1935 voorzitter van het dagelijks bestuur van de Vereenigde Katholieken van Antwerpen en lid van de algemene vergadering van de Katholieke Unie van België als afgevaardigde van het arrondissementsverbond Antwerpen (1934). Daarnaast was hij medewerker aan De Volkseeuw van de Christene Volkspartij Brussel. In december 1921 werd hij als provinciaal senator voor Antwerpen lid van de Senaat en vervulde dit mandaat tot aan zijn dood.
Hij was de vader van Carl Lebon, die eveneens politiek actief was.

## Publicaties
- De misdaad en de verantwoordelijkheid, Verhandelingen van de KVHU, nr. 82, Antwerpen, 1906.
- Recht en moraal, Verhandelingen van de KVHU, nr. 127, Antwerpen, 1910.
- De rondvraag over de eenheid der katholieke partij, in: Het Vlaamsche Land, 12/04/1924.